# Atraphaxis virgata
Atraphaxis virgata är en slideväxtart som först beskrevs av Eduard August von Regel, och fick sitt nu gällande namn av Andrej Nikovaevich Krasnov. Atraphaxis virgata ingår i släktet Atraphaxis och familjen slideväxter. Inga underarter finns listade i Catalogue of Life.